# 阿里山清风藤
阿里山清风藤（学名：Sabia transarisanensis）为清风藤科清风藤属下的一个种。

## 扩展阅读
- 維基物種上的相關：阿里山清风藤